# Alter Schlachthof (Soest)
Der Alte Schlachthof in Soest ist ein Kultur- und Bürgerzentrum. Es befindet sich in den Gebäuden des ehemaligen städtischen Schlachthofs gegenüber dem Ulricher Tor, der von 1881 bis 1989 in Betrieb war.

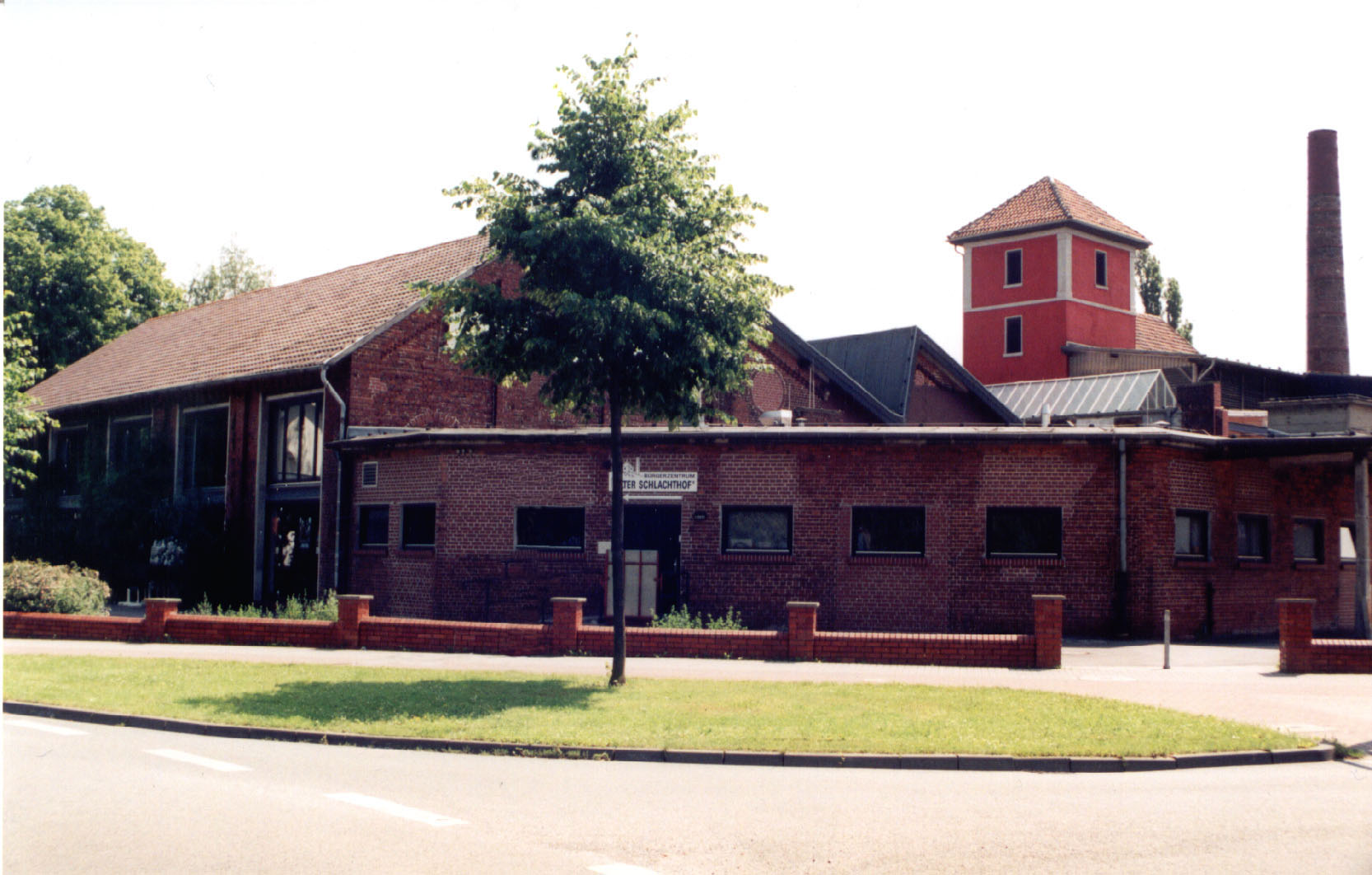
Außenansicht des Alten Schlachthofs (2011)

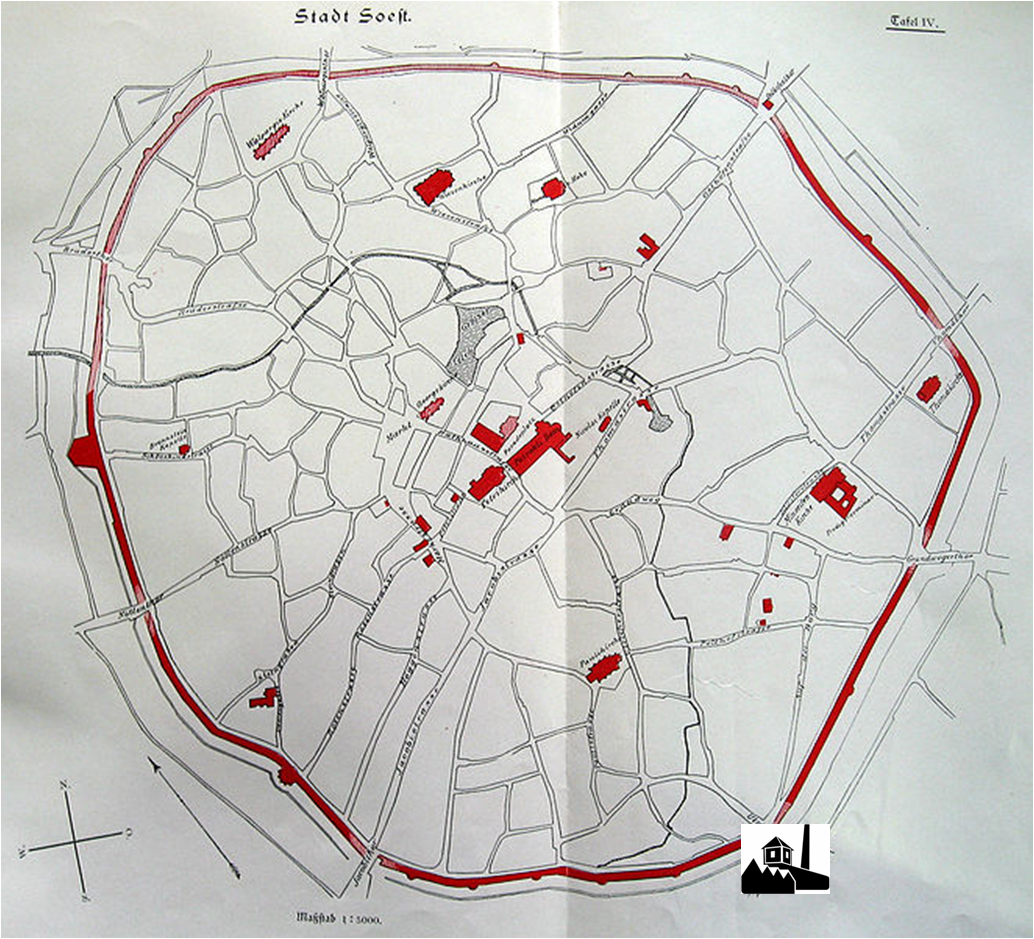
Lage des Schlachthofs in Soest

## Gebäude
Das Gelände liegt am Rande der Innenstadt außerhalb des Mauerrings und hat eine Gesamtfläche von ca. 8.000 m².
Der Alte Schlachthof besteht aus vier Gebäuden mit einer Nutzfläche von rund 2.500 m². Die Wege zwischen den Gebäuden sind auf einer Fläche von ca. 1.000 m² überdacht. Fast alle Räumlichkeiten sind ebenerdig und barrierefrei.
Die Silhouette der alten Schlachthallen, der Schornstein und der ehemalige Kühlturm prägen bis heute das Soester Stadtbild und dienen dem dort angesiedelten Kulturhaus als Emblem.
Viele Teile des historischen Schlachthofes sind erhalten und in die aktuelle Nutzung mit eingebunden. So sind die großen Dampfkessel des Kesselhauses vorhanden und die Blutwanne ist intakt.
Der überarbeitete Bauplan von 1928 diente vielen Schlachthöfen in NRW als Vorlage.

## Geschichte

### Entstehung 1881–1927

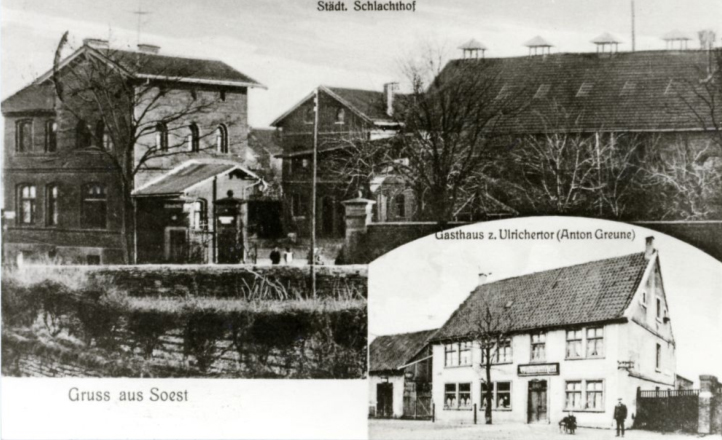
Grußkarte aus Soest mit Schlachthof als Motiv (um 1900)

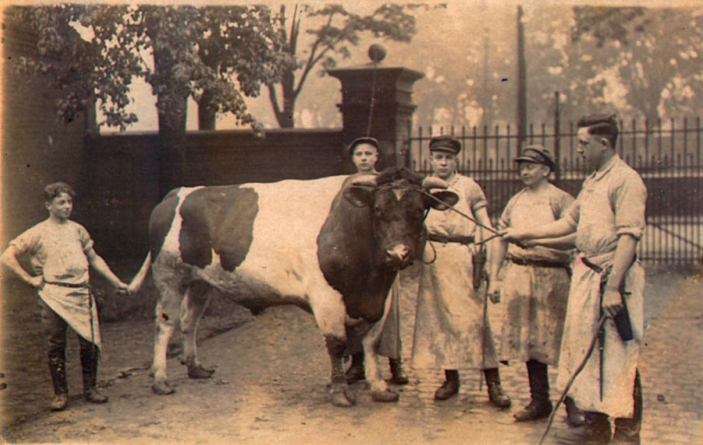
Kopfschlächterkolonne am Soester Schlachthof (um 1900)

Das Schlachthaus wurde auf einem Grundstück errichtet, welches zuvor von dem Gastwirt W. Keining am Ulrichertor erworben wurde und am 11. April 1881 in Betrieb genommen. Der Schlachthof bestand in seiner Urform in der Hauptsache aus einer großen Schlachthalle für alle Viehgattungen sowie Stall- und Verwaltungsgebäuden. Die Wasserversorgung wurde durch einen Brunnen gewährleistet. Für etliche Erweiterungen und eine Einfriedungsmauer wurden im Jahr 1882 10.500,- MK. von der Stadt bewilligt. Im Jahr 1890 wurde dann die Schweineschlachthalle ausgebaut und eine Arbeiterwohnung gebaut. Dafür waren weitere 10.700,- MK. erforderlich. 1888 wurde das Schlachthaus an die Wasserleitung angeschlossen und elf Jahre später (1899) auch an die Kanalisation.
Bis 1900 stiegen die Schlachtzahlen insbesondere durch die hohe Anzahl an Schweineschlachtungen auf 8000 Stück an, sodass die bisherigen Schlachthallen die nur für 5000 Schlachtungen ausgelegt waren, nicht mehr ausreichten.
So wurde 1902 beschlossen eine gesonderte Schlachthalle für Schweine und Kleinvieh zu errichten. Hierfür wurden 28000 Mk. bewilligt. Durch diesen Umbau wurde eine sehr geräumige Schweineschlachthalle und Kleinvieh-Schlachthalle, eine besondere wenn auch kleine Kaldaunenwäsche, Stallungen für Kleinvieh u. ein Trichinenschauraum geschaffen.
1905 wurde das Schlachthaus ein weiteres Mal vergrößert. Zu diesem Zweck wurden der hinter dem Schlachthaus gelegene Dowe´sche Garten angekauft.
Da es dem Schlachthof besonders an einer Kühlung mangelte, wurden für die Errichtung einer maschinellen Kühlanlage mit Eisfabrikation und einer Dienstwohnung für den Schlachthofleiter 1912 Mittel in Höhe von 155.000,- Mk von der städtischen Verwaltungsbehörde genehmigt. Die Anlage konnte schon im Mai 1913 in Betrieb genommen werden. Der Kühlhausblock mit einer bebauten Fläche von 640 m² enthielt insbesondere das eigentliche Kühlhaus mit den Kühlzellen, den Vorkühlraum, Maschinenraum, Kesselhaus und Eisfabrik. Ein Ammoniakkompressor von 60.000 Kal. Stundenleistung mit Dampfmaschinenantrieb diente damals zur Kälteerzeugung. Der Humboldt-Trockenluftkühler sorgte für die Temperierung der Kühlhausluft. Damals konnte man hier 125 Kilo Eis pro Stunde erzeugen. Für den Abtransport des geschlachteten Viehs aus den Schlachthallen wurde eigens eine besondere Transportbahn in die Kühlhalle eingebaut.

### Der Umbau von 1928

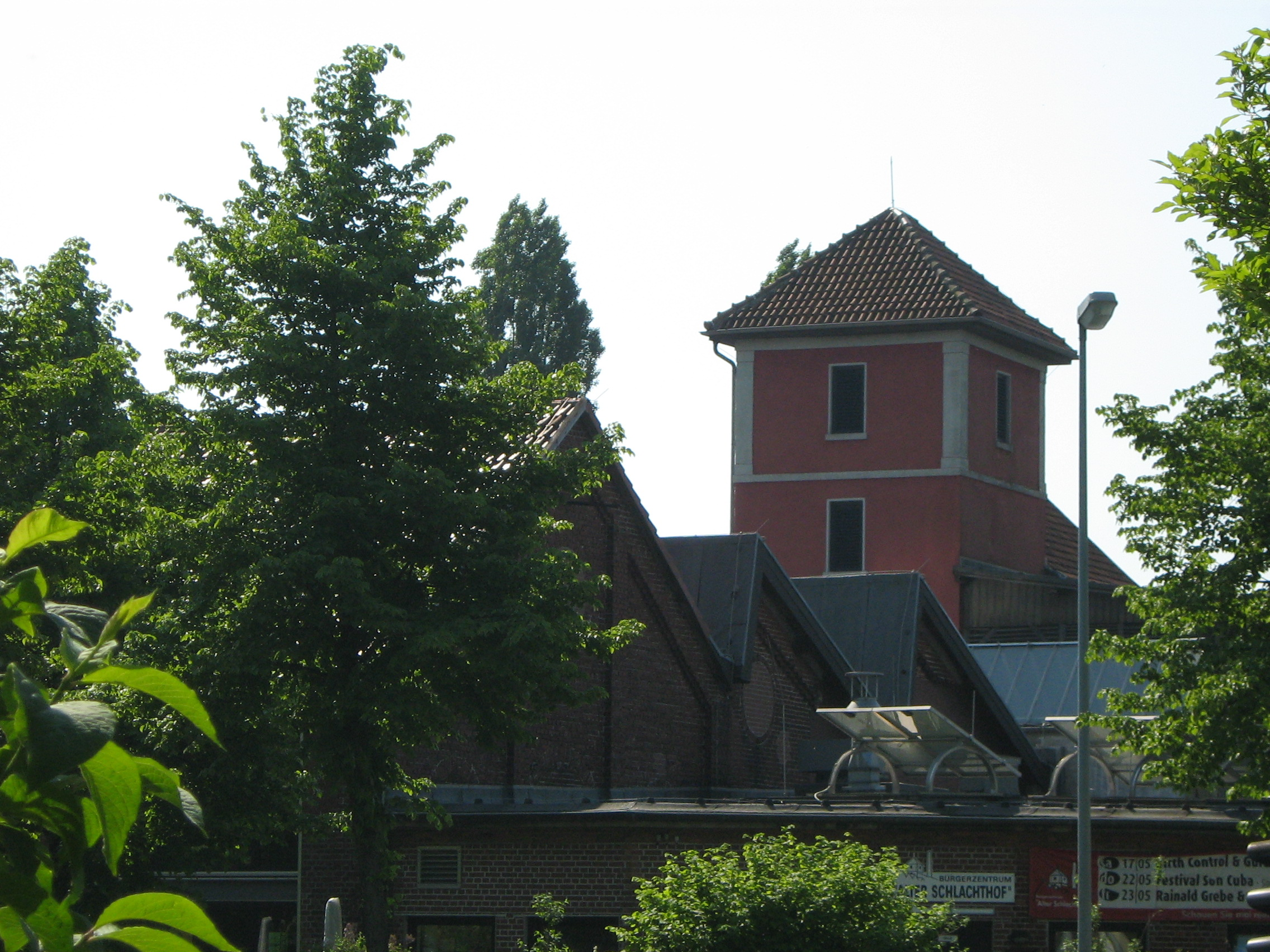
Turm des Schlachthofs, heutige Ansicht (2008)

Die rasanten Entwicklungen im Schlachthofwesen zeigte sehr bald, dass der Soester Schlachthof den baulichen, technischen und insbesondere hygienischen Anforderungen seiner Zeit nicht mehr entsprach. Daher wurde 1928 von den Städt. Körperschaften beschlossen, den Schlachthof mit Ausnahme der noch relativ neuen Kühlanlage, nach den Plänen des Spezialarchitekten Frese in Berlin grundlegend umzubauen. Der Kostenaufwand sollte 250.000 RM betragen. Während dieses Umbaus wurden die Baulichkeiten in der West-Ost-Richtung so gruppiert, wie es der Schlachtvorgang und der technische Betrieb erforderten. Die Schlachthallen als solche blieben in ihrer Raumumfassung bestehen. Neu gebaut wurden aber alle Stallungen, die Darmschleimerei, das Düngerhaus, die Trichinenschau sowie das Häutelager. Das ehemalige Stallgebäude wurde zur Kuttelei umfunktioniert. In die Jugendherberge wurde die Freibank und der Gesellenraum eingebaut, sowie die Wohnung für einen Maschinisten. Außerdem wurden die Geschäftszimmer erweitert. Sowohl die Schlachthallen als auch die Gebäude wurden technisch neuzeitlich eingerichtet. Zwischen Schlachthallen und Kühlhaus entstand eine breite überdachte Verkehrshalle. Breite Asphaltstraßen gestatten einen reibungslosen Einbahnverkehr.

### Der Zweite Weltkrieg 1939–1945
Während des Zweiten Weltkrieges wurden im städtischen Schlachthof auch zwei polnische Zwangsarbeiter der Stadtverwaltung Soest eingesetzt. Einer der beiden Zwangsarbeiter ist bei einem Luftangriff durch Bordwaffenbeschuss am 25. März 1945 ums Leben gekommen.
Der Zweite Weltkrieg endete für den Schlachthof wie für die ganze Stadt Soest im Trümmerfeld. Die Zwangsbewirtschaftung und der Mangel an Schlachtvieh ließen wegen der geringen Einnahmen nur kleine Aufbau- und Reparaturarbeiten zu.

### Wiederaufbau und Wirtschaftswunder 1962–1975

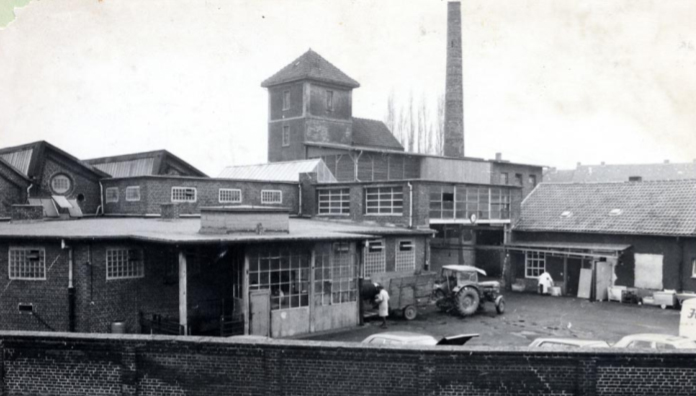
Ansicht auf den Anlieferbereich des Schlachthofs (70er Jahre)

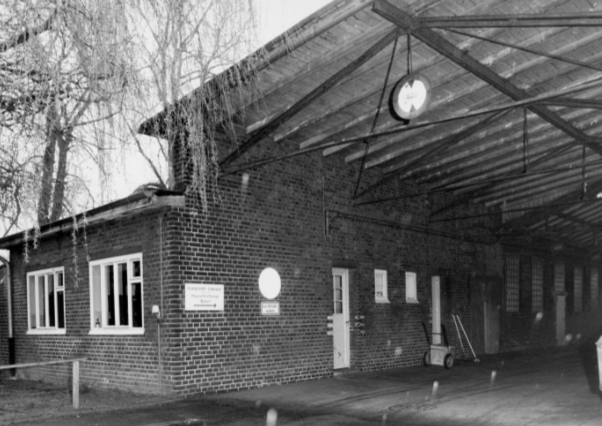
Büro des Vorarbeiters (Schildaufschriften: „Fleischer-Einkauf, Hausschlachtungsbedarf →“ und „Nur Verladeverkehr“)

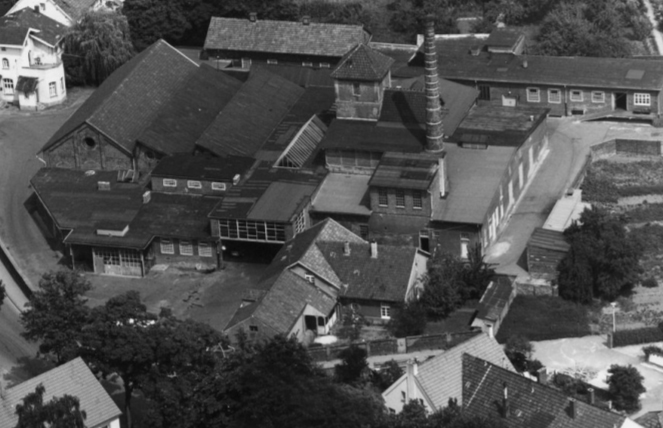
Luftaufnahme des Schlachthofgeländes

Durch eine neue Hygieneordnung in den Jahren 1962 und 1963 wurde veranlasst, das Innere der Schlachthallen und Kühlhäuser sowie des Maschinenhauses völlig neu zu gestalten. Das Kühlsystem wurde automatisiert, Kohleheizung und Warmwassererzeugung mechanisiert. Im gleichen Zeitraum wurde ein erster Zerlegeraum für einen 1962 gegründeten Fleischzerlegebetrieb eingerichtet. Dadurch stiegen die Schlachtzahlen erheblich an. Im Jahr 1968 bekam der Schlachthof eine Zulassung als EWG-Betrieb. Erst mit dieser Zulassung konnte auch Fleisch aus dem Ausland bei der Einfuhruntersuchung in Soest abgefertigt werden. In den nächsten Jahren entwickelte sich diese Untersuchung zu einer enormen Einnahmequelle, dank derer die Gebühren für Schlachtungen niedrig gehalten werden konnten.
In den folgenden Jahren änderte sich durch das Aufkommen etlicher genossenschaftlicher Schlachtbetriebe die Schlachthoflandschaft in ganz NRW.
Statt weiterhin in den Verbrauchergebieten (Großstädte)zu schlachten, wurde die Schlachtung nun in die Erzeugergebiete verlagert. Ein Gutachten von Rasenack und Wowra über die Schlachthöfe in der Bundesrepublik Deutschland, das durch diese Umstrukturierung veranlasst wurde, attestierte dem Soester Schlachthof, der in einem großen Schweineerzeugungsgebiet lag, günstige Zukunftsaussichten. Daher konnte in den Jahren 1973 und 1975 je ein neuer Fleischgroßhändler auf dem Schlachthof seine Tätigkeit aufnehmen und dadurch die Schlachtzahlen erheblich steigern.
Ein negatives Schlachthof-Strukturgutachten von 1975 aus dem Institut für Marktforschung der Universität Bonn, in dem Soest als auslaufender Schlachthof klassifiziert wurde, änderte zunächst nichts daran, dass die Schlachtzahlen weiter stiegen. In dieser Zeit wurden dann auch noch die aus Kriegs- und Nachkriegszeiten stammenden Schäden an den Dächern behoben. Gleichzeitig wurden in den Schlacht- und Kühlräumen neue Fußböden und Wand- und Deckenverkleidungen nach EG-Norm angebracht. Auch das Kühlsystem wurde einer Generalüberholung unterzogen. Den neuen Maßgaben des Umweltschutzes entsprechend wurde nun auch das Abwasser vorgeklärt und das Blut gesammelt und zur Weiterverarbeitung abgegeben. Eine Geruchsvernichtungsanlage wurde ebenfalls eingebaut.

### Wirtschaftlicher Abschwung und Schließung 1979–1989

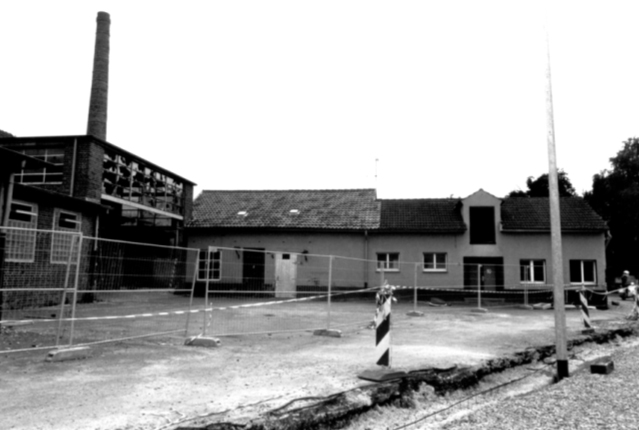
Soester Schlachthof nach der Stilllegung 1989

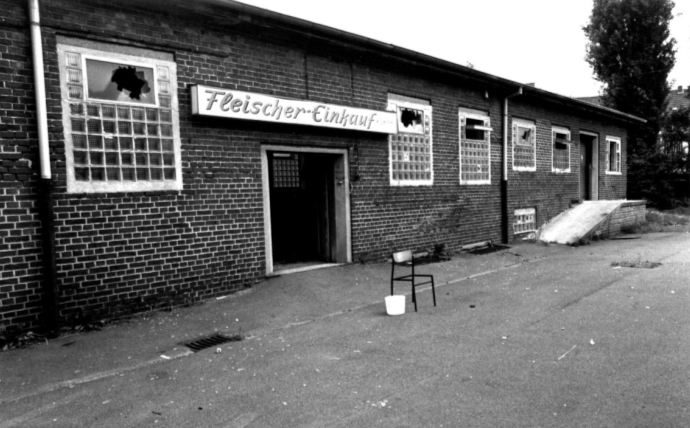
"Fleischer-Einkauf" nach der Stilllegung 1989

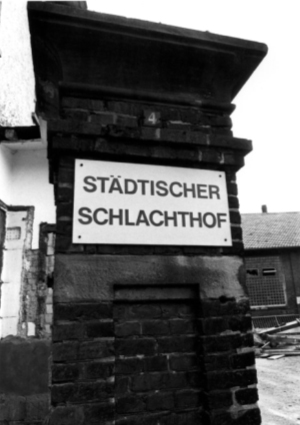
Eingangsschild des städtischen Schlachthofs, der Torpfosten steht noch immer

Mit dem Ende der Einfuhruntersuchungen im Jahr 1979 entfielen auch die entsprechenden Gebühreneinnahmen und die Schlachthofgebühren mussten erhöht werden.
Der zunehmend harte Wettbewerb auf dem Fleischmarkt sowie die Verzerrungen, die die einseitige Förderung der landwirtschaftlichen Genossenschaften durch EG und Länder mit sich brachte, begünstigte immer mehr die Großbetriebe und brachte viele kommunale Schlachthöfe mit den mittelständischen Fleischgroßhändlern in Schwierigkeiten. Nach dem im Jahr 1980 ein Großbetrieb ausschied, sanken auch in Soest die Schlachtzahlen rapide. Auch die anderen Großhändler gerieten unter Druck, und die Metzger, die originären Benutzer der Schlachthöfe, verzichteten immer mehr auf ihre Eigenschlachtung und kauften zunehmend auf Großmärkten ein.
Trotz einer maßvollen Gebührenanhebungen – die Soester Gebühren lagen im Bundesvergleich immer noch an der unteren Grenze – konnte der Haushalt dank der stetig steigenden Ausgaben nicht mehr konsolidiert werden. Sinkende Schlachtzahlen, ohne Aussicht auf eine Besserung, Kostenerwartungen durch größere Unterhaltungsmaßnahmen, und aus EG-Forderungen resultierende Kosten führten zu Überlegungen, den Schlachthof zu schließen.
Der Versuch einiger Soester Metzger und Großhändler den Schlachthof zu einem Kompaktschlachthof umzubauen, scheiterte an den Kosten. Nach langen Verhandlungen konnten weitere Bemühungen der Initiative, mit einem erheblichen Zuschuss der Stadt einen Schlachthofneubau im Gewerbegebiet der Stadt zu errichten, wegen zu geringer Schlachtzahlen auch nicht realisiert werden. So beschloss der Rat der Stadt Soest am 14. Juni 1989, den Schlachthof Soest spätestens am 31. Dezember 1989 zu schließen.
Wegen der Auflösung der Kopfschlächterkolonne wurde der Schlachtbetrieb am 31. August 1989 eingestellt. Die Kühlräume und Zerlegeräume wurden für die letzten Benutzer bis zum 31. Dezember 1989 bereitgehalten.

### Vom städtischen Schlachthof zum Kulturhaus 1983–2010
1983 gründete sich in Soest eine Initiative, die ein Kulturzentrum in eigener Verantwortung betreiben wollte, 1986 wird sie als „Kulturinitiative Das Haus e.V.“ ein eingetragener Verein. 1993 eröffnete dieser Verein das Soester Bürgerzentrum auf dem Gelände des ehemaligen städtischen Schlachthofs. 1994 wird als Teil des Kulturhauses ein Programmkino eröffnet.
Im Jahre 1998 fand eine Auftragserweiterung statt: Unter dem Namen „Kulturhaus Alter Schlachthof“ e.V. betreibt der Träger seit November 1998 neben dem Bürgerzentrum das „Kulturbüro Soest“ im „Alten Schlachthof“.

## Heutige Nutzung

### Kulturveranstaltungen

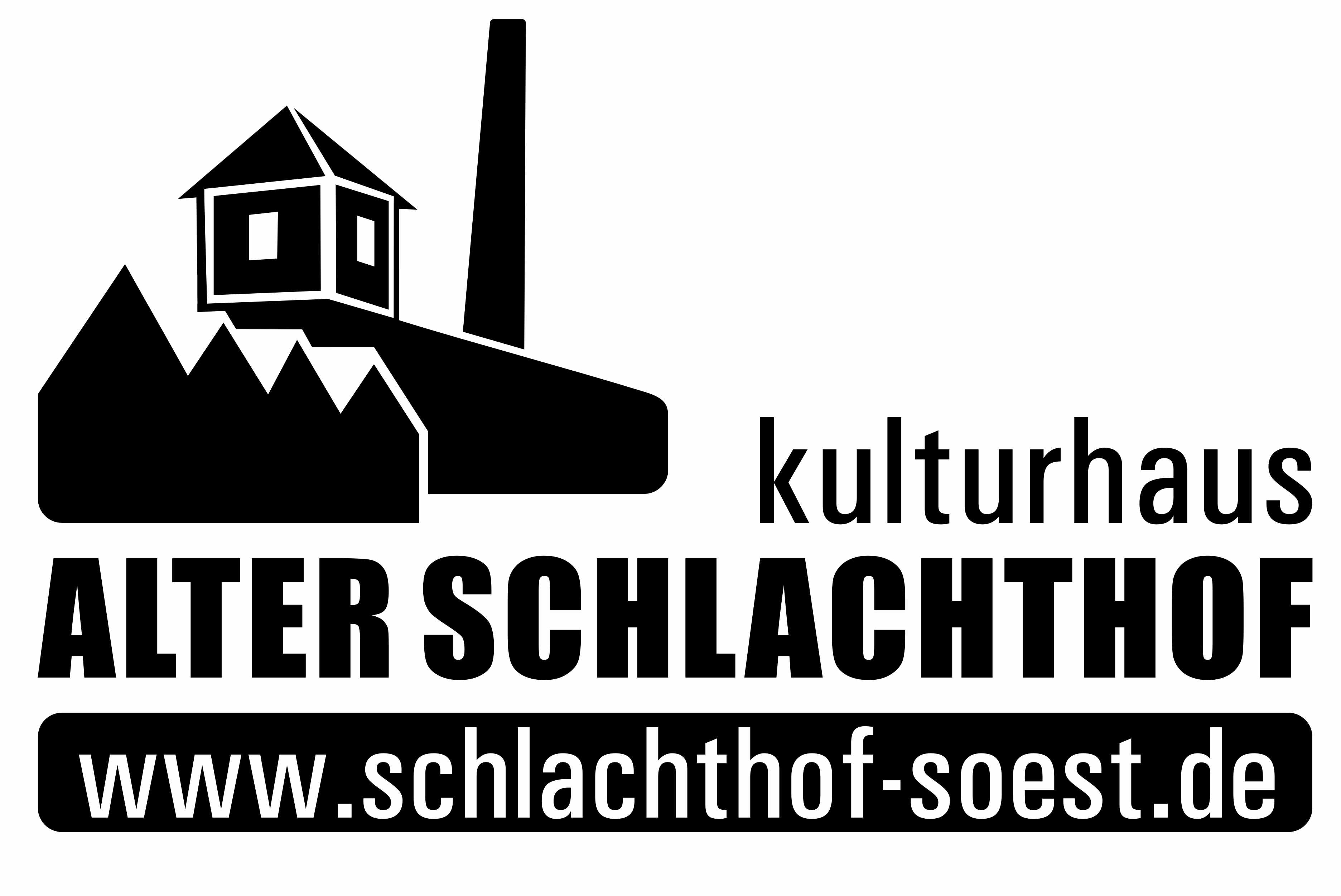
Logo des Kulturhaus "Alter Schlachthof" e.V.

Als soziokulturelles Zentrum bietet das Kulturhaus "Alter Schlachthof" verschiedene Veranstaltungen an. Kabarettisten und Comedians wie z. B. Volker Pispers, Anka Zink, Konrad Beikircher, Dieter Hildebrandt, Atze Schröder, Gaby Köster, Markus Maria Profitlich oder Matze Knop sowie Musiker wie Apocalyptica, Fiddler’s Green, Honeyboy Edwards oder The Toasters treten ebenso wie regionale und Künstler und Laiengruppen auf. Auch Messen, Sportveranstaltungen und Tanznachmittage für Senioren finden im Saal des Kulturhauses statt.
Hinzu kommen Groß- und Kooperationsveranstaltungen, wie z. B. der Trödelmarkt um die Soester Gräfte.
Der Veranstaltungssaal bietet Platz für maximal 600 Personen und ist mit variabler Bühne ausgestattet.
Zum Kulturhaus gehört eine Gaststätte mit Biergarten.

### Kino
Das SchlachthofKino ist ein Programmkino mit 90 Sitzplätzen und Schwerpunkt auf dem deutschen und europäischen Film. Das Kino wurde 1994 eröffnet und zeigt seitdem ein tägliches Filmkunstprogramm. Eine Besonderheit des Kinos ist, neben der gemütlichen Atmosphäre, der tägliche Kurzfilm der, passend zum Hauptfilm ausgewählt, statt Werbung als Vorfilm gezeigt wird.
Das SchlachthofKino wird jährlich vom Beauftragten der Bundesregierung für Kultur und Medien (BKM) und der Film- und Medienstiftung NRW für das herausragende Hauptfilmprogramm, sowie das pädagogisch wertvolle Kinderfilmprogramm, sowie das Kurzfilmprogramm ausgezeichnet.

### Kulturbüro
Seit November 1998 besteht das Kulturbüro Soest als zentrale Anlaufstelle für Künstler und Kulturschaffende der Stadt, die eine solche Einrichtung in der Nachfolge des Kulturamtes eingefordert hatten.
Die personelle Besetzung und Finanzierung wurde durch eine ABM des Arbeitsamtes ermöglicht, die notwendige Infrastruktur stellte das Kulturhaus "Alter Schlachthof" zur Verfügung. Am 9. November 1998 begann das Kulturbüro mit der Erhebung und Inventarisierung der aktuellen Kulturdaten – es wurden Datenbanken angelegt über Künstler und Kulturschaffende, Bildungseinrichtungen, Medien und die geplanten Veranstaltungen.
Folgende Projekte wurden seither mit Unterstützung des Kulturbüros durchgeführt:
1. "Jazz am Hellweg"
2. "Wegmarken", gefördert vom Ministerium für Arbeit, Soziales und Stadtentwicklung, Kultur und Sport des Landes NRW
3. Kinderkunstkurse, in Kooperation mit dem Kreiskunstverein Soest
4. "Drüggelter Kunststückchen" in der Drüggelter Kapelle in der Gemeinde Möhnesee

Das Kulturtaxi ist eine wöchentliche Radiosendung des Kulturbüros im Bürgerfunk Hellweg Radio. Die regelmäßige Sendung berichtet über lokale Kulturangebote und ist gleichzeitig Imagewerbung für die Stadt in der direkten Umgebung.
In den mietbaren Gruppenräumen des Kulturhauses treffen sich regelmäßig unterschiedliche Gruppen und Interessensgemeinschaften.